# اریکا مساروش
اِریکا مِساروش (مجاری: Mészáros Erika؛ زادهٔ ۲۴ ژوئن ۱۹۶۶) قایقران کایاک اهل مجارستان بود.